# Посёлок Котовского
Жилой массив Котовского «Посёлок», «Котовского» – крупнейший по численности населения жилой массив (микрорайон) Одессы. Территориально входит в состав Пересыпского района и является самой северной частью города. Жилмассив включает в себя район преимущественно многоэтажной застройки («Старый Посёлок Котовского»), частный сектор с населением около 9 тысяч жителей, а также новый «высотный» микрорайон «Поле Чудес». На юге посёлок Котовского граничит с Пересыпью и курортным микрорайоном Лузановка, на западе к нему прилегают Корсунцы, в юго-западном направлении имеется выход на Куяльницкий лиман.

## История Жилмассива Котовского
В 1928 году здесь был основан хутор Киселёвка.
Как и другие одесские «спальные» районы, посёлок стал развиваться в 1950-х годах. К этому времени город охватывал исторический центр, Молдаванку, Слободку и несколько пригородов – Ближние и Дальние Мельницы, Лузановку, посёлки на Фонтане. На этом пространстве проживало 600 тысяч человек. 
Первые участки за Лузановкой, на Николаевской дороге, были розданы в 1956—1957 годах, через несколько лет частный сектор вытянулся до уровня нынешней улицы Марсельской. Всего до 1960 года было распределено более 3,5 тысяч участков.
Генпланом 1965 года было предусмотрено, что в перспективе расчётная численность населения посёлка достигнет 100 тысяч человек, и он будет выделен в отдельный город-спутник. Предполагалось, что большинство населения посёлка будет занято на предприятиях формирующегося промышленного узла в районе Центролита, проектируемом порту на Аджалыкском лимане, а также на заводах Пересыпи и в порту.
Первый котлован в посёлке Котовского вырыт в 1965 году. Застройка началась в районе нынешней улицы Героев Сталинграда. Начали с «хрущёвок». 
Первые 9-этажки, из привозных панелей, были построены в 1968 году. Настоящие «высотки» появились уже в 1970-х годах на проспекте Добровольского и Днепропетровской дороге.
Летом 1972 года в посёлке Котовского проживало 30 тысяч человек. Высотная застройка сосредоточилась в районе проспекта Георгия Добровольского. В 1975—1976 годах появились «высотки» вдоль улиц Марсельской,Заболотного, Затонского, Бочарова, в 1977 году – 144-квартирный дом для работников Припортового завода на улице Махачкалинской, и далее,включая улицу Паустовского. К концу 1980-х годов единичные застройки типовыми панельными 9-этажками переместились за Днепропетровскую дорогу, в районе ул. Заболотного.
100-тысячной отметки посёлок Котовского достиг в 1980 году. Темпы роста населения существенно опережали развитие социальной инфраструктуры. 
К середине 1980-х годов территориальный рост посёлка Котовского замедлился, и началось уплотнение застройки. В 1985 году в СССР стартовала программа «Жильё-2000», предусматривавшая, что к началу нового тысячелетия каждая советская семья будет жить в отдельной квартире. Это обстоятельство подстегнуло строительство нового жилья. Начали появляться дома повышенной комфортности, главным образом 16-этажные.
К концу советского периода в посёлке Котовского проживало 160-170 тысяч человек или 15 % всех одесситов. Здесь появилось несколько базаров, районная администрация и областная больница, которая, начиная с 1980 года, отделение за отделением переехала со Слободки (на прежнем месте остались областные детская клиническая и противотуберкулёзная больницы, онкологический и кожно-венерологический диспансеры). Главным неудобство было сообщение с центром города. Железнодорожный переезд (Пересыпский мост) на Пересыпи оборудовали только в середине 1980-х, а до того автобусам приходилось по 15 минут ждать, пока пройдут поезда. По этой причине в тёплое время года многие жители посёлка предпочитали добираться до центра города катером, тратя на это полчаса–час. 
Едва ли не единственной достопримечательностью посёлка долгое время был кинотеатр «Звёздный», помещённый в единственном сквере района. Рядом с кинотеатром был установлен памятник космонавту Добровольскому.

## Микрорайон «Поле Чудес»
В связи с началом новой строительной волны на посёлке Котовского после 2000 года, за улицей Семёна Палия на так называемом «Поле чудес» стали появляться одинокие новострои. Всего за 7-8 лет пустырь на окраине города превратился в наиболее густо заселённый район Одессы. Согласно избирательным спискам 2010 года, здесь на площади 120 га проживало порядка 30 тысяч человек (с поправкой на несовершеннолетних), при том условии, что многие квартиры в новых домах пустовали либо сдавались в аренду, а часть микрорайона была и вовсе не застроена. Предполагается, что когда «Поле чудес» будет полностью обжито, его население достигнет 50—60 тысяч.
С 2015 года в микрорайоне сложился новый для Одессы тип застройки – жилые дома средней этажности, образующие тесный затенённый двор. 

## Транспорт
Маршрутные такси, связывающие поселок Котовского с другими близлежащими районами Одессы и области: 
- № 190 (Железнодорожный вокзал)
- № 130 (Греческая площадь) (убрали с маршрута)
- № 121, 145, 146, 232а (Таирова)
- № 240, 250 (Привоз)
- № 165 (Слободка) (убрали с маршрута)
- № 67 (Южный)
- № 570 (Гвардейское)
- № 168 (Аркадия, Фонтан)
- № 242 (Больница водников, 5-я ст. Большого Фонтана)
- № 16 (Промрынок „7-й км“)
- № 13 (Село Александровка)
- № 39 (Село Светлое)

Трамваи:
- № 1 (Центролит-Пересыпский мост)
- № 7 (ТЦ "Суворовский" - Старосенная площадь/ЖД вокзал/Таирово(11-я станция Люстдорфской дороги).
- №8 только летом (ТЦ "Суворовский" - Лузановка)

Электрички направления Кулиндорово и Колосовка (станции Одесса-Восточная и Шевченко).
Железнодорожная станция поездов дальнего следования Одесса-Восточная
С 1950-х до конца 1990-х действовал морской трамвай Лузановка (причал) — Морской порт.